# Улсан
Улсан (на корейски с хангъл: 울산, произнесено [ul.s͈an], правопис по системата на Маккюн-Райшауер: Ulsan) e град в югоизточната част на Република Корея (РК).
Намира се на 70 км на север от град Пусан. Има население 1 175 625 жители (по приблизителна оценка към декември 2018 г.) и обща площ от 1,057 км².
Той е един от главните пристанищни градове в Източно море.

## Побратимени градове
- Хаги, Япония (1968)
- Хуалян, Република Китай (Тайван) (1981)
- Портланд, САЩ (1987)
- Чанчун, Китай (1994)
- Измир, Турция (2002)
- Сантос, Бразилия (2002)
- Кхан Хоа, Виетнам (2002)
- Томск, Русия (2003)
- Кумамото, Япония (2010)